# Jacques Boudet
Jacques Boudet (Parijs, 15 april 1935 – Montpellier, 15 juli 2024) was een Franse acteur. Hij is vooral bekend als toneelacteur. In de filmwereld wordt hij beschouwd een solide tweedeplansacteur.

## Leven en werk

### Toneel
Boudet debuteerde op de planken halfweg de jaren zestig, hij was toen bijna dertig jaar. Hij vertolkte onder meer Molière, Schiller, Pirandello, Shakespeare en Aimé Césaire. 
Hij brak door met de toneelbewerking van het wat vreemde Exercices de style (1947), een van de bekendste werken van Raymond Queneau dat hij speelde in 1980, 1982 en 1990. 
Hij was ook te zien in stukken van twintigste-eeuwse en hedendaagse auteurs zoals George Bernard Shaw, Marcel Pagnol, Brecht, Beckett, Robert Pinget, Pinter, Thomas Bernhard en Joe Orton. Ook oudere klassiekers als Carlo Goldoni, Dostojevski, Georg Büchner en Tsjechov ontbraken niet op Boudets repertoire.

### Film

#### 1974-1996
Heel wat prestigieuze regisseurs deden een beroep op Boudet. In de periode 1974-1996 waren dat onder meer Andrzej Żuławski, Michel Deville, Volker Schlöndorff, Jean-Pierre Mocky, Luc Besson (de kaskraker Nikita), Bertrand Blier en Bertrand Tavernier. Boudet werd evenzeer gecast door gedegen en commercieel ingestelde vaklui zoals Edouard Molinaro, Philippe de Broca (2 films), Pierre Granier-Deferre (2 films) en Claude Lelouch (2 films).
in 1984 speelde hij mee in het Koude Oorlogdrama La Diagonale du fou dat zich afspeelt in de schaakwereld en dat diverse keren werd bekroond, onder meer met de Oscar voor beste buitenlandse film.

#### Doorbraak
Hij dankte zijn doorbraak aan de met Césars gelauwerde en genomineerde komedie Marius et Jeannette (1997), Robert Guédiguians belangrijkste commercieel succes. Sinds het drama Rouge Midi (1985), Guédiguians tweede film, maakte hij deel uit van het universum van de regisseur waarin hij tot nu toe dertien keer verscheen. Samen met een aantal anderen (Ariane Ascaride, Jean-Pierre Darroussin, Gérard Meylan, coscenarist Jean-Louis Milesi en een vaste technische ploeg voorop) behoort hij tot de clan Guédiguian die in de films leeft en werkt in Marseille, meer bepaald in L'Estaque, de inspiratiebron en het kader van het merendeel van de films van Guédiguian. Hij gaf er altijd gestalte aan volkse types.

#### Eenentwintigste eeuw
In 2001 maakte hij in de rol van een rechter deel uit van de cast van de kaskraker Tanguy (Étienne Chatiliez, 2001). Een opmerkelijke rol, wegens zijn gelijkenis met Noiret, speelde Boudet als de broer en de dokter van Philippe Noiret in de succesrijke tragikomedie Père et Fils (2003).
Andere vermeldenswaardige films waren L'Ivresse du pouvoir (Claude Chabrol, 2006) waarin hij als cynische maffia senator staat tegenover een verbeten onderzoeksrechter (Isabelle Huppert). In Nos jours heureux (2006), een van de eerste komedies van het regisseursduo Éric Toledano-Olivier Nakache, speelde hij de vader van een kersverse directeur van een vakantiekolonie die het niet onder de markt heeft met de kinderen. In de komische musicalfilm Agathe Cléry, een bescheiden succes (Étienne Chatiliez, 2008), vertolkte Boudet de vader van de titelrol, een raciste die door de ziekte van Addison een donkere huid krijgt. In de met Césars gelauwerde en genomineerde romantische komedie Le Nom des gens (2010) was hij opnieuw de vader van het mannelijk hoofdpersonage. In het veelvuldig met Césars genomineerd historisch drama Les Adieux à la reine (Benoît Jacquot, 2012) gaf hij gestalte aan een generaal en minister van oorlog van Lodewijk XVI.

### Typische rollen
Boudet werd dikwijls gevraagd om personen met aanzien te vertolken: bewindsmannen (ministers, senators, burgemeesters), aristocraten (Filips V van Spanje, de duc de Guermantes), hogere legerofficieren (generaal, commandant), hogere staatsambtenaren (rechters, officier van justitie), politiemensen (commissarissen, gendarme), uitoefenaars van een prestigieus vrij beroep (dokters, tandarts, apotheker), uitoefenaars van een verantwoordelijke functie (bestuursvoorzitters, personeelschef, krantendirecteur, sectorhoofd, bewaarder, stationschef, filmregisseur, priester) en ten slotte een aantal vaderfiguren. Hij gaf ook gestalte aan een schrijver en aan de dichter Guillaume Apollinaire.
Toch oefende hij ook een aantal beroepen uit zoals slotenmaker, pompbediende, cafébaas, treinconducteur en koerier, bescheiden beroepen die meer aansloten bij zijn personages in het volkse universum van Guédiguian.

### Televisie
Ook in series (onder meer Le Comte de Monte Cristo) en televisiefilms werd Boudet dikwijls getypecast als persoon met aanzien zoals Charles de Gaulle (tot drie keer toe) en Jean du Bellay, of hun fictieve evenknieën (president, minister, graaf, president van de Chambre des pairs, burgemeester, abt, kanunnik).
Boudet overleed op 15 juli 2024 op 89-jarige leeftijd in zijn slaap in Montpellier.

## Filmografie (ruime selectie)
- 1969 - La Coqueluche (Christian-Paul Arrighi)
- 1974 - L'important c'est d'aimer (Andrzej Żuławski)
- 1976 - La Question (Laurent Heynemann)
- 1976 - Dracula père et fils (Edouard Molinaro)
- 1977 - Julie pot de colle (Philippe de Broca)
- 1977 - Le Couple témoin (William Klein)
- 1977 - L'Apprenti salaud (Michel Deville)
- 1978 - Tendre poulet (Philippe de Broca)
- 1981 - Asphalte (Denis Amar)
- 1981 - Une étrange affaire (Pierre Granier-Deferre)
- 1981 - Josepha (Christopher Frank)
- 1983 - Un amour de Swann (Volker Schlöndorff)
- 1983 - Une pierre dans la bouche (Jean-Louis Leconte)
- 1984 - La Diagonale du fou (Richard Dembo)
- 1984 - Rive droite, rive gauche (Philippe Labro)
- 1985 - Rouge Midi (Robert Guédiguian)
- 1986 - Cours privé (Pierre Granier-Deferre)
- 1987 - Waiting for the Moon (Jill Godmilow)
- 1987 - Agent trouble (Jean-Pierre Mocky)
- 1990 - Nikita (Luc Besson)
- 1990 - Un week-end sur deux (Nicole Garcia)
- 1991 - Dieu vomit les tièdes (Robert Guédiguian)
- 1991 - Merci la vie (Bertrand Blier)
- 1992 - L.627 (Bertrand Tavernier)
- 1993 - Tout ça... pour ça! (Claude Lelouch)
- 1993 - L'argent fait le bonheur (Robert Guédiguian)
- 1993 - Des feux mal éteints (Serge Moati)
- 1994 - Farinelli (Gérard Corbiau)
- 1995 - À la vie, à la mort! (Robert Guédiguian)
- 1995 - Les Misérables (Claude Lelouch)
- 1995 - Rainbow pour Rimbaud (Jean Teulé)
- 1997 - Marius et Jeannette (Robert Guédiguian)
- 1997 - Tenue correcte exigée (Philippe Lioret)
- 1998 - À la place du cœur (Robert Guédiguian)
- 1999 - Les Enfants du marais (Jean Becker)
- 1999 - Le Bleu des villes (Stéphane Brizé)
- 2000 - Bellyful (Melvin Van Peebles)
- 2000 - À l'attaque! (Robert Guédiguian)
- 2000 - La ville est tranquille (Robert Guédiguian)
- 2001 - Mademoiselle (Philippe Lioret)
- 2001 - Tanguy (Étienne Chatiliez)
- 2002 - Laissez-passer (Bertrand Tavernier)
- 2002 - Marie-Jo et ses deux amours (Robert Guédiguian)
- 2002 - Père et Fils (Michel Boujenah)
- 2004 - Mon père est ingénieur (Robert Guédiguian)
- 2004 - La confiance règne (Étienne Chatiliez)
- 2005 - Cache-Cache Yves Caumon)
- 2006 - L'Ivresse du pouvoir (Claude Chabrol)
- 2006 - Nos jours heureux (Éric Toledano en Olivier Nakache)
- 2006 - Mon colonel (Laurent Herbiet)
- 2007 - La Disparue de Deauville (Sophie Marceau)
- 2008 - Lady Jane (Robert Guédiguian)
- 2008 - Agathe Cléry (Étienne Chatiliez)
- 2009 - Le Coach (Olivier Doran)
- 2010 - Le Nom des gens (Michel Leclerc)
- 2010 - Les Émotifs anonymes (Jean-Pierre Améris)
- 2011 - L'Exercice de l'État (Pierre Schoeller)
- 2011 - Beur sur la ville (Djamel Bensalah)
- 2011 - De force (Frank Henry)
- 2012 - Les Adieux à la reine (Benoît Jacquot)
- 2013 - Voyage sans retour (François Gérard)
- 2014 - Au fil d'Ariane (Robert Guédiguian)
- 2014 - Les Souvenirs (Jean-Paul Rouve)
- 2015 - L'Enfance d'un chef (The Childhood of a Leader) (Brady Corbet)
- 2017 - La Villa (Robert Guédiguian)
- 2018 - Lola et ses frères (Jean-Paul Rouve)
- 2019 - La Lutte des classes (Michel Leclerc)
- 2019 - Docteur? (Tristan Séguéla)
- 2023 - Little Girl Blue (Mona Achache)
- 2023 - Et la fête continue! (Robert Guédiguian)
- 2024 - Paternel (Ronan Tronchot)